# وولدمارس الموتس
وولدمارس الموتس (لتونیایی: Voldemārs Elmūts; ۲ نوامبر ۱۹۱۰ – ۱۱ ژوئیهٔ ۱۹۶۶) بازیکن بسکتبال اهل لتونی بود. وی در بازی‌های المپیک تابستانی ۱۹۳۶ شرکت کرده‌است.